# Vojnić palača u Subotici
Vojnić palača je građevina u Subotici na Korzu br. 1. Spomenik je kulture od velikog značaja.
Projektirao ju je 1893. godine zidarski majstor Janoš Jedlička iz Budimpešte za bačkog hrvatskog plemenitaša Matu plemenitog Vojnića od Bajše 1893. godine. Građena je u neogotičkom stilu.
Ova se najamna palača ističe time što ju nije projektirao arhitekt, nego zidarski majstor. Dok su u niz eklektičkih objekata ponegdje izrasli neobarokni ili objekti u stilu talijanske renesanse, ova je zgrada pročelja u stilu francuske renesanse s elementima cvjetne gotike. Osnovna je pak koncepcija glavne fasade tipična neogotika. Osnova objekta je u obliku zatvorenog četverokuta. Već 1893. godine projektirano je dizalo za ovu zgradu. 
Jedna je od najskladnijih i najzanimljivijih ostvarenja u nizu objekata ove vrste koji su krajem 19. stoljeća iznikli u Subotici.